# Grottes de Gueldaman
Les grottes de Gueldaman sont un site préhistorique d'Algérie, constitué d'au moins trois grottes naturelles (GLD 1, GLD 2 et GLD 3), situées dans le village de Bouhitem, commune de Bouhamza, à 75 km au sud-ouest de la ville de Béjaïa. Le site est localisé dans l'Adrar Gueldaman, relief remarquable dominant la vallée de la Soummam.

## Toponymie
Le nom Gueldaman se décompose en deux parties, (a)gellid et aman, roi de l'eau, peut être une divinité ou un génie des eaux.

## Géographie et contexte géologique
Les grottes de Gueldaman sont situées sur la rive droite de la vallée de la Soummam, à l'ouest de la ville d'Akbou. Elles sont abritées dans le massif du même nom, Adrar Gueldaman (898 m). Ce dernier constitue l'extrémité occidentale de la chaine tellienne des Babors.  Long de 7 km, il présente des crêtes dentelées qui s'élèvent à 556 m à l'ouest et 898 m à l'est.
Les grottes de Gueldaman sont situées sur le flanc sud-ouest de l'Adrar Gueldaman et font partie d'un réseau karstique partiellement exploré creusé dans des formations calcaires jurassiques, appartement à l'unité dite de "Bou Hamza". Les versants N-W et S-E de l'Adrar Gueldaman sont situés respectivement sur les territoires des communes d’Amalou et de Bouhamza (ancien nom : Ighil Aberkane). Le flanc nord-est est constituée de calcaires dolomitiques moins favorables à la formation de cavités karstiques. Sur ce flanc, des filons de minerai de fer étaient exploités. La limonite y est abondante et se trouve associées à des ocres de très bonnes qualités avec de belles teintes. Ce minerai est retrouvé lors de fouilles dans les grottes de Gueldaman sous forme de morceaux d’ocre de couleur rouge vive ou jaunâtre.

## Historique
Pour une synthèse de l'historique des recherches, voir notamment les travaux de Kherbouche Farid ancien directeur du Centre national de recherches préhistoriques, anthropologiques et historiques (CNRPAH).
La grotte GLD1, située sur le versant S-E de l’Adrar Gueldaman, à 507 m d’altitude, au-dessus du hameau de Tasfart, fut découverte en ? par A. de Beaumais, ancien administrateur général de la ville d’Akbou. En 1926, A. de Beaumais et P. Royer ont réalisé des fouilles dans l’une d’elles (GLD 1) mettant au jour une abondante industrie osseuse, des fragments de poterie, des ossements animaux ainsi que quelques vestiges humains.
La grotte GLD 1 est la seule à avoir livré une documentation archéologique au début du XXe siècle et au cours des récentes recherches préhistoriques entreprises depuis 2010 par le CNRPAH. En juillet 2010 deux autres grottes préhistoriques (GLD2 et GLD3) furent découvertes par les chercheurs du CNRPAH. Dans chacune d’elles, des indices d’une occupation humaine ont été recueillis.

## Les découvertes archéologiques
L'essentiel des nouvelles découvertes concerne la grotte GLD1. La reconstitution du cadre chronostratigraphique climatique, économique et culturel des occupations a permis d’individualiser 4 unités archéologiques, chronologiquement calées par 28 dates 14C (cal AP) : UA1 [7200-6500], UA2 [6500-5300], UA3 [5000-4600], UA4 [4500-4200]. Une reconstitution paléoclimatique est proposée à travers des analyses isotopiques réalisées sur deux stalagmites dont la croissance (dates U/Th), couvre les trois dernières unités archéologiques. Une corrélation entre changements climatiques et occupations du site est mise en évidence. L’abandon de la grotte coïncide avec la crise d’aridité de 4200 BP, enregistrée sur le pourtour méditerranéen.
La faune domestique est représentée par des chèvres, des moutons (UA1) et des bovins (UA2). Les systèmes d'élevage des chèvres et moutons correspondent aux modèles de gestion des troupeaux des ovicaprinés de sites néolithiques méditerranéens du Sud de la France et de l’Italie ainsi que du Proche-Orient. Les résultats préliminaires paléobotaniques (étude sur 10 % du corpus) indique l’a présence de blé et de l'orge en UA4.
La céramique à fond conique est décorée par incision (UA1) et impression sans recours au cardium. Les résidus organiques identifiés concernent les matières grasses carnées et laitières ainsi que la cire d’abeille (miel). Le mobilier lithique est constitué d’outils du fonds commun mésolithique et de nouveaux apports (armatures de flèches, racloirs et scies). L’industrie osseuse est exceptionnellement riche, diversifiée et bien conservée. Les documents symboliques sont en ivoire d’éléphant, derme ossifié de tortue, test d’œuf d’autruche, coquillage marin et ocre.